# Simo (Kradenan)
Simo is een bestuurslaag in het regentschap Grobogan van de provincie Midden-Java, Indonesië. Simo telt 5275 inwoners (volkstelling 2010).